# 彼得·格林贝格
彼得·安德烈亚斯·格林贝格（德語：Peter Andreas Grünberg，1939年5月18日—2018年4月7日），德国物理学家，主要研究固態物理学，因发现巨磁阻效應与阿尔贝·费尔共同获得2007年诺贝尔物理学奖。

## 生平
格林贝格生於蘇台德地區比爾森，1946年和他的父母被驱逐出捷克斯洛伐克后，生活在德国黑森州的劳特巴赫。1959年格林贝格从当地的亚历山大·冯·洪堡中学（Alexander-von-Humboldt-Gymnasium）毕业，1962年起相继就读于法兰克福大学和达姆施塔特工业大学，他在达姆施塔特度过了他学术生涯中最重要的一个时期，1966年至1969年他在达姆施塔特攻读博士，他的导师是斯特凡·许夫纳教授，1969年以《Spektroskopische Untersuchungen an einigen Selten-Erd-Granaten》（稀有地球石榴石的分谱学研究）的论文获得博士头衔。此后他在加拿大渥太华的卡尔顿大学度过了3年，1972年回到德国于利希研究中心工作，他在薄膜及多层磁性领域中成为领先的研究员，直到他于2004年退休。他还在科隆获得大学任教资格，同时他从1984年起在科隆大学担任讲师，1992年起担任教授。2004年退休以后，格林贝格一直挂职在于利希研究中心固体物理研究所的电子特性部门。

## 影响

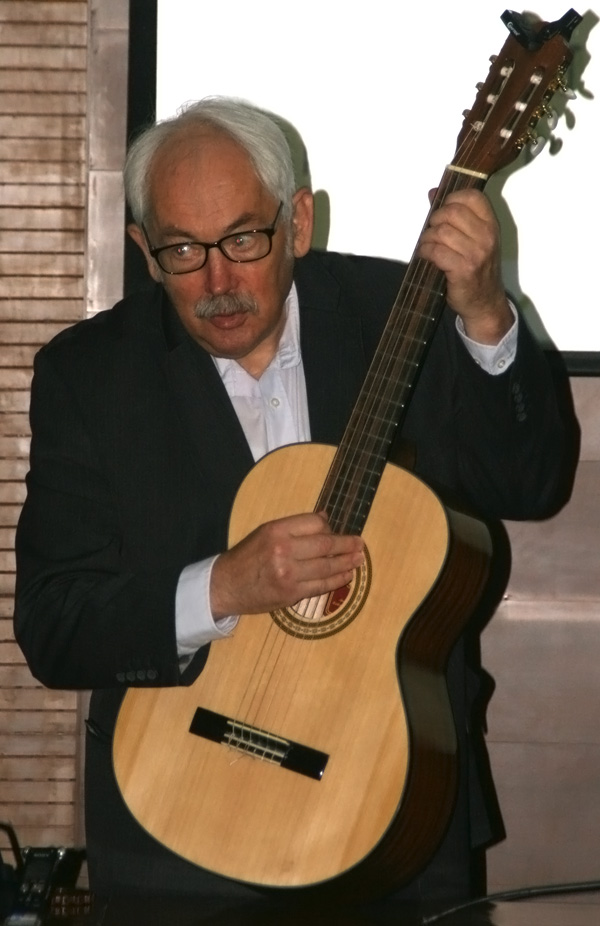
格林贝格在演讲中演奏吉他

格林贝格是最早研究“薄层”磁效应的科学家之一，这门被称为自旋电子学的科研分支，利用电子的自旋特性，未来将实现新型的微型电路。
1986年格林贝格发现了铁-铬-铁层内的反铁磁耦合。
1987年至1988年间，格林贝格几乎与艾尔伯·费尔同时发现了巨磁阻效应，使得在1990年代末提高了硬盘的存储容量，如今几乎所有硬盘读写磁头的读取功能是基于巨磁阻效应的。于利希研究中心为此在1988年申报了专利“用铁磁薄层实现的磁场传感器”，此专利的授权许可为于利希研究中心带来了数千万欧元的受益。

## 获奖和荣誉
1998年德国联邦总统罗曼·赫尔佐克颁发给格林贝格德国未来奖（Deutscher Zukunftspreis），表彰他发现了巨磁阻效应。2002年他因“格林贝格原理”获得波鸿大学的荣誉博士头衔。2003年获得苏台德地区颁发的科学和研究的最高奖项“格斯特纳骑士勋章”（Ritter-von-Gerstner-Medaille）。2006年被欧洲委员会和欧洲专利局主管大学和研究机构的部门评选为“年度欧洲发明家奖”。2007年获得德国物理学会的“施特恩-格拉赫奖章”（Stern-Gerlach-Medaille），以及以色列国会颁发的“沃尔夫奖”。
2007年4月19日，格林贝格在日本的东京国家剧院，与巴黎第十一大学的阿尔贝·费尔一同接受“日本国际奖”，以表彰这两位固体物理学家发现巨磁阻效应，奖额高达35万欧元
2007年10月9日诺贝尔基金会宣布，格林贝格和阿尔贝·费尔因各自独立发现巨磁阻效应，而共同获得2007年度的诺贝尔物理学奖，并于2007年12月10日在斯特哥尔摩颁奖。